# 4195-ös busz
A 4195-ös jelzésű autóbuszvonal egy Putnok és Lénárddaróc között közlekedő helyközi járat, amelyet a Volánbusz Zrt. üzemeltet munkanapokon, Királd érintésével.

## Útvonala
Putnok Fő térről indul. Kazincbarcika irányába kezd el haladni a 26-os főúton, viszont a vasúti elágazásban az állomás felé hajt. Egy tanítási napokon közlekedő a Péczeli József általános iskolát is érinti. Majd minden indítás kitér a 3 kilométerrel arrébb található Sajóvelezdre, majd szintén ilyen esetben van Sajómercse is. Nyugati irányba robog Királd településre, aztán a Szabadság aknán keresztül éri el Borsodbótát (közúton Sajómercse és Borsodbóta között mellékút van). A Lázbérci Tájvédelmi körzet délnyugati részét súrolva következik Sáta, majd az egykori Csokvaomány megállóhely, Csokvaományra mindössze egy indítás nem tér be. 2024. február 29-ig Tólápa nevezetű településrészéig is elközlekedett, mint ahogy sok másik vonalszámú busz is, ezen dátummal az eljutás ide megszűnt. Kismezőpusztán át Lénárddaróc, a vonal végállomása található.
Ellentétes irányban nem érinti egy sem a putnoki iskolát. Útvonala változatlan.

## Közlekedése
Munkanapokon közlekedik alacsony indításszámmal. Két pár eltérő végállomással, többi Putnok és Lénárddaróc között. Csatlakozást biztosít a Miskolc és Ózd felé tartó járatokra.
| Útvonala                                | Indításszáma | Közlekedése      |
| --------------------------------------- | ------------ | ---------------- |
| Putnok, Fő tér – Csokvaomány, Fő tér    | 1 pár        | munkanapokon     |
| Putnok, Fő tér – Lénárddaróc, kh.       | 1 pár        | munkanapokon     |
| Sajóvelezd, v.bolt ➝ Sáta, ózdi útelág. | 1 oda        | tanítási napokon |
| Sáta, ózdi útelág. ➝ Borsodbóta, isk.   | 1 oda        | tanítási napokon |

## Megállóhelyei
| 0                                  | Putnok, Fő tér végállomás                   | 0.0 km  | 1369, 1384, 1410, 1411 3770, 3773, 4063, 4065, 4104, 4140, 4145, 4147, 4148, 4151, 4188, 4193, 4194 |
| Tanítási napokon 1 indítás érinti. |                                             |         | |
| ∫                                  | Putnok, Kossuth utca 62.                    | ∫       | 1369, 1384, 1410, 1411 3770, 3773, 4057, 4062, 4063, 4065, 4147, 4188, 4194                         |
| ∫                                  | Putnok, Péczeli József általános iskola     | ∫       | 4147                                                                                                |
| 1                                  | Putnok, vasútállomás elágazás               | 0.4 km  | 4062, 4063, 4104, 4140, 4147, 4148, 4151, 4193, 4194                                                |
| 2                                  | Putnok, vasútállomás bejárati út            | 1.1 km  | 4062, 4063, 4104, 4140, 4147, 4148, 4151, 4193, 4194 személyvonat – Putnok [92.]                    |
| 3                                  | Sajóvelezdi elágazás                        | 3.4 km  | 4062, 4063, 4147, 4148, 4151, 4193, 4194                                                            |
| Munkanapokon 2 indítás nem érinti. |                                             |         | |
| 4                                  | Sajóvelezd, Szabadság utca                  | 4.2 km  | 4062, 4063, 4147, 4148, 4151, 4193, 4194                                                            |
| 5                                  | Sajóvelezd, Széchenyi utca 33.              | 4.7 km  | 4062, 4063, 4147, 4148, 4151, 4193, 4194                                                            |
| 6                                  | Sajóvelezd, vegyesbolt vonalközi végállomás | 5.3 km  | 4062, 4063, 4147, 4148, 4151, 4193, 4194                                                            |
| 7                                  | Sajóvelezd, Széchenyi utca 33.              | 5.9 km  | 4062, 4063, 4147, 4148, 4151, 4193, 4194                                                            |
| 8                                  | Sajóvelezd, Szabadság utca                  | 6.4 km  | 4062, 4063, 4147, 4148, 4151, 4193, 4194                                                            |
| 9                                  | Sajóvelezdi elágazás                        | 7.2 km  | 4062, 4063, 4147, 4148, 4151, 4193, 4194                                                            |
| 10                                 | Királdi útelágazás                          | 9.4 km  | 4147, 4148, 4151, 4193, 4194                                                                        |
| Munkanapokon 2 indítás érinti.     |                                             |         | |
| ∫                                  | Sajómercse, élelmiszerbolt                  | ∫       | 4147, 4148, 4151, 4193                                                                              |
| ∫                                  | Sajómercse, Rákóczi utca 122.               | ∫       | 4147, 4148, 4151, 4193                                                                              |
| ∫                                  | Sajómercse, autóbusz-forduló                | ∫       | 4147                                                                                                |
| ∫                                  | Sajómercse, Rákóczi utca 122.               | ∫       | 4147, 4148, 4151, 4193                                                                              |
| ∫                                  | Sajómercse, élelmiszerbolt                  | ∫       | 4147, 4148, 4151, 4193                                                                              |
| 10                                 | Királdi útelágazás                          | 9.4 km  | 4147, 4148, 4151, 4193, 4194                                                                        |
| 11                                 | Királd, autóbusz-forduló                    | 12.1 km | 4147, 4148, 4150, 4194                                                                              |
| 12                                 | Királd, Mocsolyás akna                      | 12.7 km | 4147, 4148, 4150, 4194                                                                              |
| 13                                 | Királd, vasútállomás                        | 13.6 km | 4147, 4148, 4150, 4194                                                                              |
| 14                                 | Királd, Béketelep                           | 14.0 km | 4147, 4148, 4150, 4194                                                                              |
| 15                                 | Királd, községháza                          | 14.6 km | 4147, 4148, 4150, 4194                                                                              |
| 16                                 | Királd, ABC                                 | 15.1 km | 4147, 4148, 4150, 4194                                                                              |
| 17                                 | Királd, Szabadság akna                      | 16.4 km | 4148, 4150, 4194                                                                                    |
| 18                                 | Borsodbóta, tető                            | 18.2 km | 4148, 4150, 4194                                                                                    |
| 19                                 | Borsodbóta, felső                           | 18.7 km | 4148, 4150, 4194                                                                                    |
| 20                                 | Borsodbóta, iskola vonalközi végállomás     | 19.5 km | 4148, 4150, 4151, 4193, 4194                                                                        |
| 21                                 | Borsodbóta, Oncsatelep                      | 20.0 km | 4151, 4193, 4194                                                                                    |
| 22                                 | Sáta, Kossuth utca 116.                     | 22.3 km | 4151, 4155, 4193, 4194                                                                              |
| 23                                 | Sáta, vegyesbolt                            | 23.1 km | 4151, 4155, 4193, 4194                                                                              |
| 24                                 | Sáta, ózdi útelágazás vonalközi végállomás  | 23.8 km | 4154, 4193, 4194                                                                                    |
| 25                                 | Sáta, Petőfi utca 47.                       | 24.6 km | 4154, 4193, 4194                                                                                    |
| 26                                 | Csokvaomány, vasútállomás bejárati út       | 26.4 km | 4153, 4154, 4160, 4161, 4193, 4194                                                                  |
| 27                                 | Csokvaományi elágazás                       | 26.7 km | 4153, 4154, 4160, 4161, 4193, 4194                                                                  |
| Munkanapokon 1 indítás nem érinti. |                                             |         | |
| 28                                 | Csokvaomány, óvoda                          | 28.2 km | 3486, 4154, 4160, 4161, 4193, 4194                                                                  |
| 29                                 | Csokvaomány, tűzoltószertár                 | 28.5 km | 3486, 4154, 4160, 4161, 4193, 4194                                                                  |
| 30                                 | Csokvaomány, Fő tér vonalközi végállomás    | 29.1 km | 3486, 4154, 4160, 4161, 4193, 4194                                                                  |
| 31                                 | Csokvaomány, tűzoltószertár                 | 29.7 km | 3486, 4154, 4160, 4161, 4193, 4194                                                                  |
| 32                                 | Csokvaomány, óvoda                          | 30.0 km | 3486, 4154, 4160, 4161, 4193, 4194                                                                  |
| 33                                 | Csokvaományi elágazás                       | 31.5 km | 4153, 4154, 4160, 4161, 4193, 4194                                                                  |
| 34                                 | Kismezőpuszta                               | 33.0 km | 3486, 4153, 4154, 4160, 4161                                                                        |
| 35                                 | Lénárddaróc, újtelep                        | 33.6 km | 3486, 4153, 4154, 4160, 4161                                                                        |
| 36                                 | Lénárddaróc, Dózsa György utca 4.           | 34.1 km | 3486, 4153, 4154, 4160, 4161                                                                        |
| 37                                 | Lénárddaróc, községháza végállomás          | 34.6 km | 3486, 4153, 4154, 4160, 4161                                                                        |